# کوئیر (فیلم)
کوئیر (به انگلیسی: Queer) یک فیلم عاشقانه تاریخی محصول ۲۰۲۴ به کارگردانی لوکا گوادانینو و نویسندگی جاستین کوریتزکس است که بر اساس رمانی به همین نام نوشته ویلیام اس. باروز در سال ۱۹۸۵ ساخته شده است. داستان این فیلم در دهه ۱۹۴۰ واقع در مکزیکوسیتی می‌گذرد و یک آمریکایی دور از میهن (دنیل کریگ) را دنبال می‌کند که شیفته مرد جوان‌تری (درو استارکی) می‌شود.
کوئیر نخستین بار در هشتاد و یکمین جشنواره جهانی فیلم ونیز در ۳ سپتامبر ۲۰۲۴ به نمایش درآمد، جایی که برای شیر طلایی در رقابت بود. این فیلم به‌شکل انتشار محدود در ۲۷ نوامبر توسط ای۲۴ در ایالات متحده به نمایش درآمد و نمایش گستردهٔ خود را در ۱۳ دسامبر آغاز کرد. این فیلم به‌طور کلی نقدهای مثبتی از منتقدان دریافت کرد و از سوی هیئت ملی بازبینی به عنوان یکی از ده فیلم برتر سال ۲۰۲۴ معرفی شد.

## داستان
داستان فیلم در مکزیکوسیتی دهه ۱۹۴۰ اتفاق می‌افتد و داستان لی را دنبال می‌کند که از قاچاق مواد مخدر در نیواورلئان فرار کرده است. در مکزیکو سیتی، لی در کلوپ‌های شهر پرسه می‌زند و شیفته یک سرباز نیروی دریایی ایالات متحده آمریکا به نام آلرتون، یک مصرف‌کننده مواد مخدر، می‌شود.

## بازیگران
- دنیل کریگ
- درو استارکی
- جیسون شوارتزمن
- هنری زاگا
- لسلی منویل

## تولید
فیلمبرداری اصلی در رم، ایتالیا در ۲۹ آوریل ۲۰۲۳ آغاز شد. این پروژه به‌طور کامل در استودیو چینه‌چیتا فیلمبرداری شد و در ۲۹ ژوئن ۲۰۲۳ به پایان رسید.

## بازخورد

### واکنش انتقادی
در وبگاه جمع‌آوری نقد راتن تومیتوز، ٪۷۷ از ۱۱۴ بررسی منتقدان مثبت است و میانگینِ امتیاز آن ۷٫۲/۱۰ است. اجماع این وبگاه چنین می‌نویسد: «کوئیر، چکیدهٔ خیال‌انگیز از مشغله‌های ذهنی ویلیام اس. باروز که به نوبه خود پر پیچ و خم و حیاتی است، نشان‌دهندهٔ یکی از بی نظیرترین اجراهای دنیل کریگ تا کنون است.» این فیلم در متاکریتیک که از میانگین وزنی استفاده می‌کند، بر اساس نظر ۴۰ منتقدین امتیاز ۷۳ از ۱۰۰ را کسب کرده که نشان‌گر «نقدهای عموماً مطلوب» است.